# جورجوس فوتاکیس
جورجوس فوتاکیس (به یونانی: Γιώργος Φωτάκης) (زادهٔ ۲۹ اکتبر ۱۹۸۱) بازیکن فوتبال اهل کشور یونان است.
وی برای تیم ملی یونان ۱۳ بازی انجام داده و ۲ گل به ثمر رسانده‌است. پست تخصصی این بازیکن نیز، هافبک است.